# Chick Halbert
Charles P. « Chick » Halbert, né à Albany (Texas) le 27 février 1919 et mort à Coupeville (Washington) le 4 mars 2013 , est un ancien joueur américain de basket-ball.
Évoluant au poste de pivot, Halbert, issu de l'université West Texas, Halbert joua cinq saisons (1946-1951) en Basketball Association of America (devenu depuis National Basketball Association). Il fut membre des Stags de Chicago, des Warriors de Philadelphie, des Celtics de Boston, des Steamrollers de Providence, des Capitols de Washington et des Bullets de Baltimore. Il totalisa des moyennes de 8,8 points et 7,9 rebonds par match en carrière et remporta les « All-BAA Second Honors » en 1947.